# Weissach im Tal
Weissach im Tal är en kommun i Rems-Murr-Kreis i regionen Stuttgart i Regierungsbezirk Stuttgart i förbundslandet Baden-Württemberg i Tyskland. Kommunen bildades 1 juli 1971 genom en sammanslagning av kommunerna Bruch, Cottenweiler, Unterweissach och Oberweissach.
Kommunen ingår i kommunalförbundet Backnang tillsammans med staden Backnang och kommunerna Allmersbach im Tal, Althütte, Aspach, Auenwald, Burgstetten, Kirchberg an der Murr och Oppenweiler.